# Sei Buluh (Sei Bamban)
Sei Buluh is een bestuurslaag in het regentschap Serdang Bedagai van de provincie Noord-Sumatra, Indonesië. Sei Buluh telt 1610 inwoners (volkstelling 2010).